# To the Devil a Daughter
To the Devil a Daughter (en español: La monja poseída (España) y Una hija para el diablo (México y Argentina)) es una película de terror de 1976 dirigida por Peter Sykes y protagonizada por Richard Widmark, Christopher Lee y Nastassja Kinski. Está basado en un libro de Dennis Wheatley.

## Argumento
Padre Michael es un sacerdote excomulgado. Él funda desde ese acontecimiento  un culto satánico que practica clandestinamente en un lugar que, en apariencia, es un convento católico con modales católicos. 
Veinte años han pasado desde entonces. Catherine Meddows, una adepta de 18 años ha sido elegida por él desde entonces para traer el demonio Astaroth, mencionado en el Antiguo Testamento, al mundo a través de un ritual sacrílego. Su padre Henry Meddows un hombre que hace años entregó a su hija a dicho culto, arrepentido, busca la ayuda del escritor y experto en satanismo John Verney para conseguir salvarla, el cual se la da.
Un encarnizado combate entre Michael y Verney empieza. Para acabar con él Verney lee con el consentimiento de la iglesia el libro de Astaroth para salvarla. Encontrando así la manera de salvarla, Verney se va al lugar, donde el sacrilegio se va a hacer y con esos conocimientos él consigue utilizar sus ritos contra el padre, derrotarlo y salvarla.

## Reparto
| Actor             | Papel                |
| ----------------- | -------------------- |
| Richard Widmark   | John Verney          |
| Christopher Lee   | Padre Michael Raynor |
| Nastassja Kinski  | Catherine Beddows    |
| Denholm Elliott   | Henry Beddows        |
| Michael Goodliffe | George de Grass      |
| Eva Maria Meineke | Eveline de Grass     |
| Derek Francis     | Obispo               |

## Producción
El guion estuvo a cargo de John Peacock y el propio Dennis Wheatley. Posteriormente pasó a manos de Gerald Vaughan Hughes y Christopher Wicking, guionista de varios filmes de la Hammer. Cabe añadir que se realizaron varias revisiones al texto, para alinear el film al estilo de los éxitos del cine de horror proveniente de Hollywood, lo que no agradó mucho a Wheatley.
Al principio se quiso como director de la película a Ken Russell. Sin embargo, al final, se eligió a Peter Sykes para filmarla.
Al principio se eligió a Olivia Newton-John como actriz que interpretaría el papel de Catherine. Sin embargo, al final, se decantaron por Nastassja Kinski.

## Recepción
La película fue un fracaso comercial para la Hammer y marcó el principio del fin de esa compañía.